# React Native
React Native是一個Meta研發的開放源碼的應用程式架构。React Native基於React.js，目的是讓開發者可以利用JavaScript和React.js的宣告式編程模式開發出在多平台上運作的程式。React Native也可以使用React.js相容的Node.js套件，比如Redux。
React Native開發的程式大多用於iOS和Android手機平台，也可以透過開源軟件社群支援的套件在通用Windows平台、微信小程序等平台上使用。

截止2020年6月30日，React Native在Github上有2192個貢獻者和8.8萬的加星數量。React Native 的使用者包括臉書、騰訊、微軟、優步、特斯拉、彭博。愛彼迎在2018年6月前曾經使用React Native。